# Pterolophia minuta
Pterolophia minuta là một loài bọ cánh cứng trong họ Cerambycidae.